# Nasilava
Nasilava (belarusiska: Насілава) är en by i Belarus. Den ligger i voblasten Minsks voblast, i den nordvästra delen av landet, 70 km nordväst om huvudstaden Minsk. Nasilava ligger 183 meter över havet och antalet invånare är 1 259.

## Natur
Terrängen runt Nasilava är platt. Närmaste större samhälle är Maladzetjna, 4,9 km öster om Nasilava.